# Натали Басингтвајт
Натали Басингтвајт (Вулонгонг, 1. септембар 1975) аустралијска је певачица, глумица и телевизијска личност.
Рођена је и одрасла у Вуонгонгу у Новом Јужном Велсу, где је започела музичку каријеру 1988. године, као и глумачку. Натали се истакла у аустралијској ТВ серији Комшије у улози Изи, за коју је освојила три номинације награде Лори.
Од 2004. године била је главна певачица аустралијског електро поп бенда Rogue Traders, а након напуштања улоге у серији Комшије објавила је песму Don't Give Up која је доживела велики комерцијални успех и добила платинасти сертификат у Аустралији. Бенд Rogue Traders напустила је 2008. и отпочела соло каријеру, а дебитантски албум под називом 1000 Stars објавила је 2009. године и он је доживео велики комерцијални успех. Након седам година вратила се у бенд Rogue Traders где је била водећа певачица, од 2015. године.
Поред глумачке и музичке каријере, Натали је са млађом сестром 2008. године написала књигу Sistahood: A Journal of Self-Discovery, а исте године била је у улози телевизијске водитељке прве три сезоне емисије Значи, мислиш да умеш да играш? У периоду од 2011. до 2014. године била је судија и ментор у емисији Икс фактор Аустралија. Покренула је бренд одеће за децу под називом Chi Khi.
Од 2011. године у браку је са музичарем Камероном Мекглинкијем, са којима има ћерку и сина.

## Биографија
Рођена је 1. септембра 1975. године у Вулонгогу, од мајке Бети и оца Мајкла. Мајка јој је радила у позоришту као медицинска сестра, а бавила се и послом козметичарке и фризерке. Наталијин отац Мајкл био је извршни директор здравственог осигурања у Аустралији. Натали је одрасла у насељу Маунт Варигал као друга од четири ћерке у породици Басингтвајт. У раној младости заинтересовала се за глуму и музику, а прву улогу имала је у основној школи, где је у представи Петар Пан глумила Звончицу. Завршила је средњу школу сценских уметности, а након тога и колеџ.
Након што је завршила колеџ, добила је посао у тематском парку у Сиднеју. Учествовала је у разним представама из педесетих и седамдесетих година 20. века, као и у емисији Хана Барбара шоу. Након посла у тематском парку, Натали је била певачица и стенд ап комичар у ресторану у Сиднеју. Током овог периода пријављивала се на аудиције за мјузикле, а изабрана је за улогу у аустралијском рок мјузиклу Rent из 1999. године. Током овог периода, Натали је била на још једној аудицији, за улогу у мјузиклу Чикаго, за који је добила улогу Рокси Харт у јуну 1999. године. Наталијина прва водећа улога била је у продукцији позоришта Chang & Eng, а приказала се у Сингапуру и Банкоку.
Натали је у медијима и од стране обожавалаца често називана Нат Бас. Висока је 161 cm, а због своје ситне грађе у основној школи била је жртва насиља од стране вршњака. Крајем 1998. године удала се за Грејама Вилмота, кувара, а пар је провео 2 године заједно.
У августу 2010. године Натали и њен момак Камерон Мекглинки добили су ћерку, а венчали су се 4. децембра 2011. године. У мају 2013. године добили су сина.

## Каријера

### Музичка каријера
Натали је неколико година размишљала о томе да започне музичку каријеру, била је чланица ритам и блуз групе, али јој то није пошло за руком па се фокусирала на глуму. Године 2004. је ипак одлучила да уђе у музичке воде и почела да ради на демо песмама, а крајем године постала је главна певачица аустралијског електро поп бенда Rogue Traders. Бенд су 2002. године формирали Џејмс Еш (клавијатуре) и Стив Дејвид (гитара). Двојац је на кастингу изабрао Натали, након што је она отпевала песму Voodoo Child. У мају 2005. године бенд је објавио песму Voodoo Child као њихов пети сингл, а први на којем се нашла Натали. Песма је била четврта на музичкој листи АРИА синглови, а додељен јој је платинасти сертификат у Аустралији. Voodoo Child се такође нашао на првом месту музичке листе на Новом Зеланду, трећем месту у Уједињеном Краљевству, петнаестом месту на листи у Ирској. Сингл је освојио награду за најбољи денс видео на МТВ додели награда у Аустралији 2006. године. Наредни синглови Way to Go! и Watching You такође су се нашли међу десет најбољих песама у Аустралији и оба добила златни сертификат. У октобру 2005. године Натали је извела Аустралијску химну на финалу Националне рагби лиге Аустралије 2005. године. Такође, те године објављен је други албум бенда под називом Here Come the Drums који се нашао на другом месту листе Albums Chart и провео седамдесет и четири недеље на листи педесет најбољих албума Аустралије. Албуму је додељен четвороструки платинасти сертификат и он је постао најуспешнији албум бенда. Here Come the Drums освојио је четири номинације на АРИА додели музичких награда за 2006. годину. Иако је Натали била чланица бенда  она је радила и на соло каријери. У децембру 2006. године снимила је песму Don't Give Up, а она се нашла на другом месту листе АРИА синглови. Након тога, Натали је снимила песму O Holy Night која се нашла на компилацији The Spirit of Christmas 2006, а 2007. године песму Please Come Home for Christmas која се налази на албуму .
У октобру 2007. године Rogue Traders објавио је трећи албум под називом Better in the Dark, а на њему се налазе хит синглови Don't You Wanna Feel и I Never Liked You, оба су добила златни сертификат, као и сингл . Албум се нашао на четвртом месту листе АРИА албуми, а додељен му је платинасти сертификат. На овом албуму, Натали је радила као композитор на пет од дванаест песама, укључујући сва три сингла. У јуну 2008. године Натали је напустила групу и посветила се соло каријери. Потписала је уговор са издавачком кућом Сони мјузик Аустралија 2006. године.
У јуну 2008. године Натали је почела да ради на њеном првом соло албуму, под називом 1000 Stars. У октобру 2008. године објављен је главни сингл са албума под називом Alive и он се нашао на осмом месту музичке листе АРИА синглови, а додељен му је платинасти сертификат. Наредни сингл под називом  објављен је у јануару 2009. године и он се нашао на листи међу десет најбољих синглова у Аустралији, а такође му је додељен платинасти сертификат. Албум 1000 Stars објављен је 20. фебруара 2009. године и био је на првом месту албума у Аустралији, а додељен му златни сертификат. У априлу 2009. године истоимена песма са албума 1000 Stars објављена је као трећи сингл и нашла се на тридесет месту листе АРИА синглови. Not for you био је четврти албумски сингл, објављен у јулу 2009. године, а није се пласирао на музичке листе. Пети албумски сингл под називом  објављен је у јануару 2010. године и нашао се међу 100 најбољих песама у Аустралији. На албуму 1000 Stars Натали је компоновала петнаест песама, укључујући песме Alive и Someday Soon
У јануару 2011. године Натали се вратила послу у позоришту, а наступала је у Сиднејској опери, у представи Love, Loss and What I Wore. Дана 28. августа 2011. године Натали је објавила информацију да је снимила неколико нових песама, као и сингл . У септембру 2015. године Натали је поново наступала у бенду Rogue Traders након седам година. Касније су имали још неколико концерата и наступа у телевизијским емисијама.

### Телевизијска и филмска каријера
Натали се први пут појавила на телевизији као глумица 1998. године у аустралијској ТВ серији All Saints. Године 2000. била је гост у једној епизоди серије . Током 2003. појавила се у филму Counterstrike у улози Кели, а наредне године имала је улогу у студентском филму When Darkness Falls који је објављен 2006. гоине. Једну од најзапаженијих улога имала је у аустралијској ТВ сапуници Комшије, где је глумила у улози Изи од 2003. до 2006. године. Након што је почела да добија улоге на филму, преселила се из Сиднеја у Мелбурн. Номинована је за Златну награду Логи у категорији за најпопуларнију особу на телевизији у Аустралији и за Сребрну Логи награду, за најпопуларнију глумицу 2006. године. Натали је 2006. године напустила серију Комшије и фокусирала се на музичку каријеру. Натали је 2007. године поново номинована за Логи награду у категорији за најпопуларију глумицу. Појавила се у документарном специјалу Neighbours 30th: The Stars Reunite који се приказивао у Аустралији и Уједињеном Краљевству у марту 2015. године. У фебруару 2008. године поново се појавила као Изи у серији Комшије, овога пута као гост.
Године 2009. појавила се у аустралијском хорор филму Prey у улози Кејт, младог амбициозног хирурга који ради на хитном одељењу велике градске болнице. Филм је 2010. године објављен на DVD формату у Сједињеним Државама под називом . У периоду од марта до јуна 2010. године, Натали је глумила у тринаестој сезони крими серије Underbelly: The Golden Mile у улози Марије Хакен. Током 2006. године глумила је у мини серији Brock у улози Џули Бамфорд. У септембру 2017. године појавила се у другој сезони драма серије .
Натали је 2008. године дебитовала као телевизијска водитељка, у емисији Значи, мислиш да умеш да играш?, где је била водитељка током три сезоне и освојила две номинације Логи награду за најпопуларнију личност и Сребрну Логи награду за најпопуларнију водитељку. Након тога освојила је номинацију за најбољу водитељку на додели Логи награда за 2010. годину. Године 2011. у емисији Значи, мислиш да умеш да играш? заменила ју је Натали Имбругли. Натали се појавила и у четвртој и шестој сезони Икс фактор емисије Аустралије, а 2015. године у Икс фактору Новог Зелада. Године 2017. била је такмичарка у трећој сезони ријалити емисије I'm a Celebrity...Get Me Out of Here! где се такмичила у добротворне сврхе, а завршила је такмичење на трећем месту.

### Остали подухвати
У априлу 2008. године Натали је објавила књигу под називом . Писала ју је две године заједно са млађом сестром Никл Мур. У књизи се налазе фотографије из Наталијиног живота са њене три сестре. У периоду од марта до априла 2012. године боравила је у Бангладешу као амбасадорка организација Vicks и Спасимо децу, како би помогла деци оболелој од упале плућа и скренула пажњу на битност здравствене заштите. Заједно са још неколико познатих личности Аустралије подржала је пројекат обуке здравствених радника, сеоских лекара и неговатеља, како би се у Бангладешу смањиле болести и упале плућа. У марту 2015. године Натали је покренула бренд одеће за децу под називом Chi Khi. Колекција садржи одећу од природног памука и бамбуса, за дечаке и девојчице до четири године.

## Дискографија

### Студијски албуми
| Назив | Детаљи | Позиција | Сертификати    |
| Назив | Детаљи | АУС      | Сертификати    |
| ----- | --- | -------- | -------------- |
|       | - Датум објављивања: 20. фебруар 2009. - Издавачка кућа: Сони мјузик Аустралија - Формат : компакт диск, дигитално преузимање | 1        | - АРИА: златни |

### Синлови
| Назив                                                    | Година | Позиција | Сертификати        | Албум                    |
| Назив                                                    | Година | АУС      | Сертификати        | Албум                    |
| -------------------------------------------------------- | ------ | -------- | ------------------ | ------------------------ |
|                                                          | 2008   | 8        | - АРИА: платинасти |                          |
|                                                          | 2009   | 7        | - АРИА: платинасти |                          |
|                                                          | 2009   | 30       |                    |                          |
| [ 82 ]                                                   | 2009   | —        |                    |                          |
|                                                          | 2010   | 88       |                    |                          |
|                                                          | 2011   | —        |                    | Није ни на једном албуму |
| "—" означава синглове који нису доспели на музичке листе |        |          |                    |                          |